# Geolycosa togonia
Geolycosa togonia este o specie de păianjeni din genul Geolycosa, familia Lycosidae, descrisă de Roewer, 1960.
Este endemică în Togo. Conform Catalogue of Life specia Geolycosa togonia nu are subspecii cunoscute.